# Ashley Liao
Ashley Liao (ur. 21 października 2001 w Hrabstwie Orange) – amerykańska aktorka tajwańskiego pochodzenia.

## Życiorys
Urodziła się 21 października 2001 roku w Hrabstwie Orange, w stanie Kalifornia. Jej rodzina pochodzi z Tajwanu. Aktorstwo rozpoczęła mając 10 lat zgodnie z AAPI Victory Alliance. Jej rodzice zauważyli, że jest otwarta i kocha scenę, więc zapisali ją do programów teatru społecznościowego, aby mogła rozwinąć swój talent. Jej pierwszym występem była rola Doroty w teatralnej adaptacji Czarnoksiężnika z Krainy Oz.
Liao studiowała komunikację na Uniwersytecie Kalifornijskim w Los Angeles i ukończyła go ze stopniem Bachelor’s degree.

## Kariera
Ashley, po podpisaniu umowy z agentem, rozpoczęła profesjonalną karierę aktorską, występując gościnnie w serialach Bad Teacher, Przepis na amerykański sen i Nicky, Ricky, Dicky i Dawn.
W 2016 roku otrzymała rolę Mandy w wyprodukowanym przez Debby Ryan filmie Jessica Darling's It List. Ashley Liao grała rolę Loli Wong w spin-offie serialu Netflixa Pełna chata pt. Pełniejsza chata przez pierwsze trzy sezony. Od drugiego sezonu została awansowana do stałej obsady produkcji. Liao miała również powtarzającą się rolę Parker Zhao w serialu Prime Video pt. Korki.
W 2023 roku Liao otrzymała swoją pierwszą przełomową rolę filmową jako Ever Wong w Love in Taipei. W tym samym roku zagrała rolę Clemensi Dovecote w Igrzyska śmierci: Ballada ptaków i węży, adaptacji filmowej prequela Igrzysk śmierci o tym samym tytule.

## Filmografia

### Filmy
| Rok  | Tytuł                                           | Tytuł oryginalny                                     | Rola                | Źr.    |
| ---- | ----------------------------------------------- | ---------------------------------------------------- | ------------------- | ------ |
| 2016 | Jessica Darling's It List                       | Jessica Darling's It List                            | Manda               | [ 5 ]  |
| 2020 | Tajne Stowarzyszenie Królewskich Sióstr i Braci | Secret Society of Second-Born Royals                 | Eleonora            | [ 11 ] |
| 2023 | Love in Taipei                                  | Love in Taipei                                       | Everett "Ever" Wong | [ 9 ]  |
| 2023 | Igrzyska śmierci: Ballada ptaków i węży         | The Hunger Games: The Ballad of Songbirds and Snakes | Clemensia Dovecote  | [ 10 ] |

### Seriale
| Rok       | Tytuł                      | Tytuł oryginalny           | Rola        | Uwagi                           | Źr.   |
| --------- | -------------------------- | -------------------------- | ----------- | ------------------------------- | ----- |
| 2014      | Bad Teacher                | Bad Teacher                | Mary        | 1 odcinek (sezon 1, odcinek 8)  | [ 4 ] |
| 2016      | Przepis na amerykański sen | Fresh Off the Boat         | Audrey      | 1 odcinek (sezon 2, odcinek 23) | [ 4 ] |
| 2016      | Nicky, Ricky, Dicky i Dawn | Nicky, Ricky, Dicky & Dawn | Syd         | 1 odcinek (sezon 2, odcinek 25) | [ 4 ] |
| 2016      | Korki                      | The Kicks                  | Parker Zhao | 7 odcinków                      | [ 3 ] |
| 2016–2021 | Pełniejsza chata           | Fuller House               | Lola Wong   | 16 odcinków                     | [ 6 ] |